# João Cardoso Fernandes

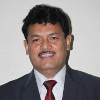
João Cardoso Fernandes

João Cardoso Fernandes, Kampfname Mau Riba, ist ein Politiker aus Osttimor. Er ist Mitglied der Partido Democrático (PD) und war Gründungsmitglied der RENETIL.
Von 2012 bis 2015 war Fernandes in der V. Regierung Osttimors Staatssekretär für Forstwirtschaft und Naturschutz (SEFKN).